# 1931 год в кино

## Фильмы

### Мировое кино
- «Враг общества» / The Public Enemy (Enemies of the Public), США (реж. Уильям Уэллман)
- «Доктор Джекилл и мистер Хайд» / Dr. Jekyll And Mr. Hyde, США (реж. Рубен Мамулян)
- «Дракула» / Dracula, США (реж. Тод Браунинг)
- «М» / M — Eine Stadt sucht einen Mörder, Германия (реж. Фриц Ланг)
- «Мата Хари» / Mata Hari, США (реж. Джордж Фицморис)
- «Миллион» / Le million, Франция (реж. Рене Клер)
- «Огни большого города» / City Lights, США (реж. Чарли Чаплин)
- «Платиновая блондинка» / Platinum Blonde, США (реж. Фрэнк Капра)
- «Свет мира» / Alam Ara, Индия (реж. Адешир Ирани)
- «Свободу нам!» / À nous la liberté, Франция (реж. Рене Клер)
- «Симаррон» / Cimarron, США (реж. Уэсли Рагглз)
- «Скиппи» / Skippy, США (реж. Норман Торог)
- «Трёхгрошовая опера» / Die Dreigroschenoper, Германия (реж. Георг Вильгельм Пабст)
- «Франкенштейн» / Frankenstein, США (реж. Джеймс Уэйл)
- «Чемпион» / The Champ, США (реж. Кинг Видор)
- «Эрроусмит» / Arrowsmith, США (реж. Джон Форд)

### Советское кино

#### Фильмы БССР
- Ураган (р/п. Владимир Вайншток).

#### Фильмы ЗСФСР

##### Грузинская ССР
- Ануш (р/п. Иван Перестиани).
- В стране обвалов (р/п. Семён Долидзе).
- Встречный (р/п. Михаил Геловани).
- Гвоздь (р/п. Михаил Калатозов).
- Дело доблести (р/п. Михаил Геловани).
- Сигнал (р/п. Михаил Калатозов).
- Страна в опасности (р/п. Михаил Калатозов).
- Ударник (р/п. Михаил Геловани).

#### Фильмы РСФСР
- «115», (реж. Борис Шелонцев)
- «Бомбист», (реж. Василий Журавлёв)
- «Борьба этажей», (реж. Лев Шеффер)
- «Будь готов», (реж. Георгий Макаров)
- «Великие будни», реж. (Анатолий Головня, Александр Ледащев)

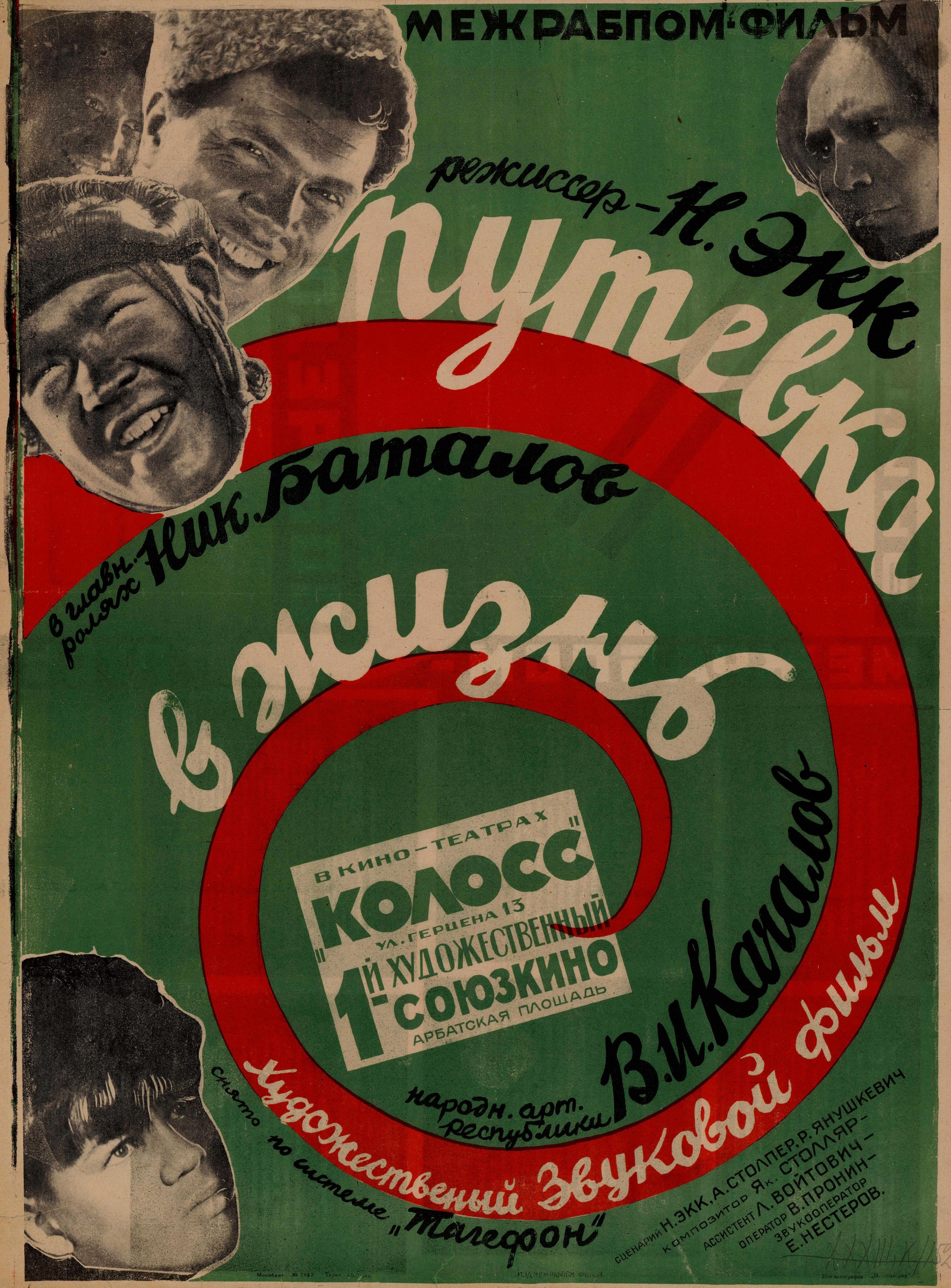

- «Герои Мархоты», (режиссёр Борис Шелонцев)
- «Две матери», (реж. Лев Шеффер)
- «Держитесь за цемент», (реж. Борис Шелонцев)
- «Диктатор», реж. (Василий Журавлёв)
- «Дурень, ты дурень!», (реж. Александр Медведкин)
- «Закон дружбы», (реж. Чеслав Сабинский)
- «Закрытая фабрика», (реж. Мануэль Большинцов)
- «Звездоносцы», (реж. Александр (Арон) Штрижак-Штейнер)
- «Златые горы», (реж. Сергей Юткевич)
- «Золотой куст», (реж. Булат Аскаров, Александр Попов)
- «Зыбун», (реж. Николай Лебедев)
- «Итальянка», (реж. Леонид Луков)
- «Капля нефти», (реж. Борис Дубровский-Эшке)
- «Кармелюк», (реж. Фауст Лопатинский)
- «Кикос», (реж. Патвакан Бархударов)
- «Конец Нахаловки», (реж. Мануэль Большинцов)
- «Конец Октавия Гомберга», (реж. Борис Дубровский-Эшке)
- «Ледолом», (реж. Борис Барнет)
- «Независимость», (реж. Борис Дубровский-Эшке)
- «Одна», (реж. Григорий Козинцев и Леонид Трауберг)
- «Путёвка в жизнь», (реж. Николай Экк)
- «Снайпер», (реж. Семён Тимошенко)
- «Стальной поход», реж. (Анатолий Головня, Александр Ледащев)
- «Суд Соломона», (реж. Лев Шеффер)
- «Счастливая улица», (реж. Сергей Юткевич)
- «Ткварчелли», (реж. Олег Фрелих)
- «Штурм гор», (реж. Булат Аскаров, Александр Попов)

## Знаменательные события
- Снят первый советский звуковой фильм «Путёвка в жизнь».
- Снят первый индийский звуковой фильм «Свет мира».

## Персоналии

### Родились
- 1 января — Анатолий Ромашин, советский актёр театра и кино.
- 5 января — Роберт Дюваль, американский актёр, режиссёр и продюсер.
- 6 февраля — Рип Торн, американский актёр.
- 19 февраля — Алла Ларионова, советская актриса театра и кино, Народная артистка РСФСР.
- 1 марта — Элизабета Бостан, румынский кинорежиссёр и сценарист.
- 26 марта — Леонард Нимой, американский актёр и режиссёр, наиболее известен по роли Спока в научно-фантастической франшизе «Звёздный путь».
- 2 апреля — Ханс Роозипуу, эстонский кинорежиссёр-документалист, оператор, сценарист, продюсер и монтажёр.
- 18 апреля — Любомир Шарланджиев, болгарский актёр и режиссёр театра и кино.
- 30 апреля — Герман Херлингхауз, немецкий киновед, публицист и сценарист.
- 15 августа — Микаэл Таривердиев, советский композитор, Народный артист РСФСР, автор музыки к фильмам.
- 10 сентября — Люсьена Овчинникова, советская актриса театра и кино, Заслуженная артистка РСФСР.
- 17 сентября — Энн Бэнкрофт, американская киноактриса.
- 29 сентября — Анита Экберг, шведская актриса.
- 2 октября — Атанас Тасев, болгарский кинооператор.
- 25 октября — Анни Жирардо, французская киноактриса.
- 26 октября — Игорь Масленников, советский кинорежиссёр, сценарист, продюсер.
- 23 декабря — Лев Дуров, советский актёр театра и кино, Народный артист СССР.

### Скончались
- 11 марта — Фридрих Вильгельм Мурнау, немецкий кинорежиссёр эпохи немого кино, один из крупнейших мастеров киноэкспрессионизма.